# Lille Stygge Ulv
Lille Stygge Ulv er en figur i Disneys tegneserieunivers. I en af de oprindelige sequels til filmen om de tre små grise, Tre små ulve fra 1936 havde Store Stygge Ulv tre sønner, som var lige så stygge som han selv. Men i tegneserierne valgte man at forsyne ham med kun én søn, og det var ikke en som de tre små stygge fra filmene.
Til trods for sit navn er han en god lille ulv. I modsætning til hans forgængere kaldes han for Lille Ulv af de andre figurer. Hans far forsøger uden held at opdrage sin søn til at jage De tre små grise, som er Lille Ulvs bedste venner. Lille Ulv gør alt for at reformere sin far samtidig med, at han gør alt for at redde sine grisevenner fra ham. At han også klarer sig fint i skolen er en plage for hans far.
Lille Ulv er en del af noget, der blev i hel tradition i Disney-serier, nemlig at børnene er de klogeste og ofte må redde de voksne. Det er mest gennemført Anders And-serier, hvor Carl Barks har forvandlet dem fra møgunger til intelligente børn, der gentagne gange må redde deres onkel. Lille Ulv spiller en lignende rolle i ulveserierne, men der er i højere grad et moraliserende element i det her, hvad der også har medført en del kritik af disse serier. Moraliseringen til trods mener andre, at de har deres landlige charme.

## Tegnere
- Carl Buettner
- Gil Turner